# ハイドレーションシステム

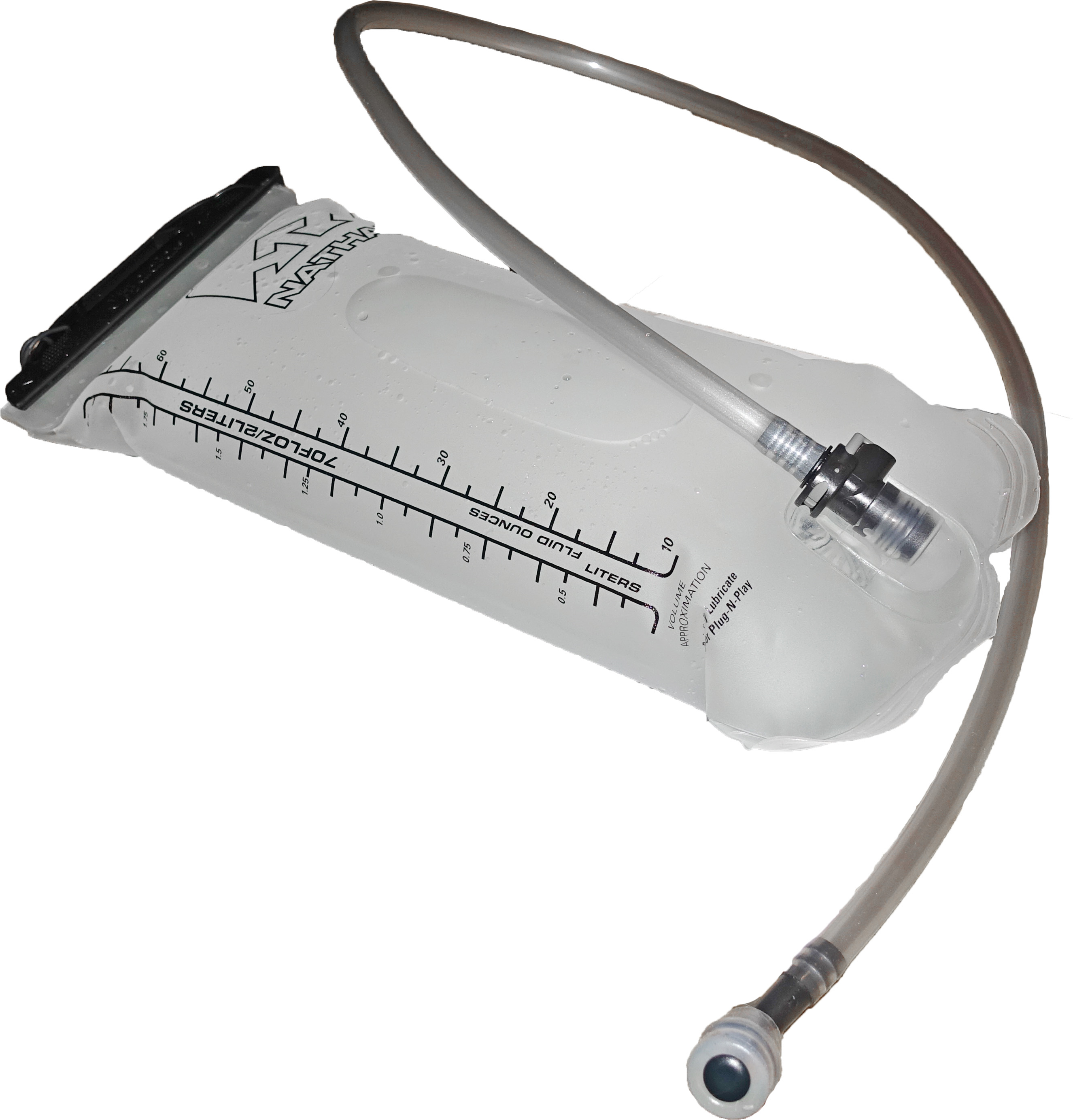

ハイドレーションシステム（英語: Hydration system）は、バックパック、ウエストバッグ内の袋に水を入れ、それを口許までのびるチューブによって給水する仕組み。
登山（特にトレイルランなど）や軍用の装備などでよく使われる。

## 長所
水筒等による給水では、
- 飲むたびに立ち止まってバックパックを下ろし、水筒などを取り出す必要がある。
- 飲むたびに立ち止まる必要がある故に一回一回の給水量が多くなる傾向にあり、その結果摂取した水分の大部分は尿として排出される。

などのデメリットがある。
ハイドレーション・システムの場合、水分補給がこまめに出来る。そのため、
- こまめに給水が出来る、一回一回の給水で摂取しすぎない。その結果、トータルの給水量が減らせる。
- 給水のために立ち止まったりバックパックを下ろす必要が無い

などのメリットがある。

## 短所
- 掃除が面倒（雑菌の繁殖の防止など）
- 水筒に比べて一般的に高価
- 残量の把握が難しい

などのデメリットがある。